# Federalism

Harta statelor cu constituție federală

Prin federalism (din latină foedŭs, foedera, însemnând „alianță”, „convenție”, „asociație”, „acord între părți”) se înțelege în zilele noastre cu precădere un principiu de organizare potrivit căruia membrii individuali (statele federate) beneficiază de o anumită independență și de o anumită statalitate, însă sunt unificați într-un tot superior (stat federal). Adesea termenul este utilizat în mod nediferențiaț pentru a face referire atât la federații în sens restrâns, cât și la confederații.
În Europa, «federaliștii» ("federali") sunt uneori numiți cei care favorizează un guvern federal comun cu autorități distribuite la nivel regional, național și supranațional. Federalismul european a apărut în Europa postbelică, iar una dintre cele mai importante inițiative în această direcție a fost discursul lui Winston Churchill din Zurich în 1946.

## Federalismul ca dispozitiv de reducere a conflictului
Federalismul și alte forme de autonomie teritorială sunt în general văzute ca o modalitate utilă de a structura sistemele politice pentru a preveni violența în rândul diferitelor grupuri din interiorul țărilor, deoarece permite anumitor grupuri să legifereze la nivel subnațional. Unii cercetători au sugerat totuși că federalismul poate împărți țările și poate duce la colapsul statului, deoarece creează proto-state. Încă alții au arătat că federalismul este doar diviziv atunci când îi lipsește mecanismele care încurajează partidele politice să concureze peste granițele regionale.